# Anne Bancroftová
Anne Bancroftová (17. září 1931, New York, USA – 6. června 2005, New York, USA) byla americká herečka a představitelka školy metodického herectví. Během své více než padesátileté herecké kariéry získala řadu nejvyšších filmových ocenění, včetně Oscara za ztvárnění Anne Sullivan Macy ve filmu Divotvůrkyně (za tuto roli získala i cenu BAFTA, cenu Národní společnosti filmových kritiků či nominaci na Zlatý glóbus). Dále získala další cenu BAFTA, 2× Zlatý glóbus, cenu Emmy, 2× Tony Award, řadu ocenění na filmových festivalech a mnoho nominací na filmové ceny.

## Život

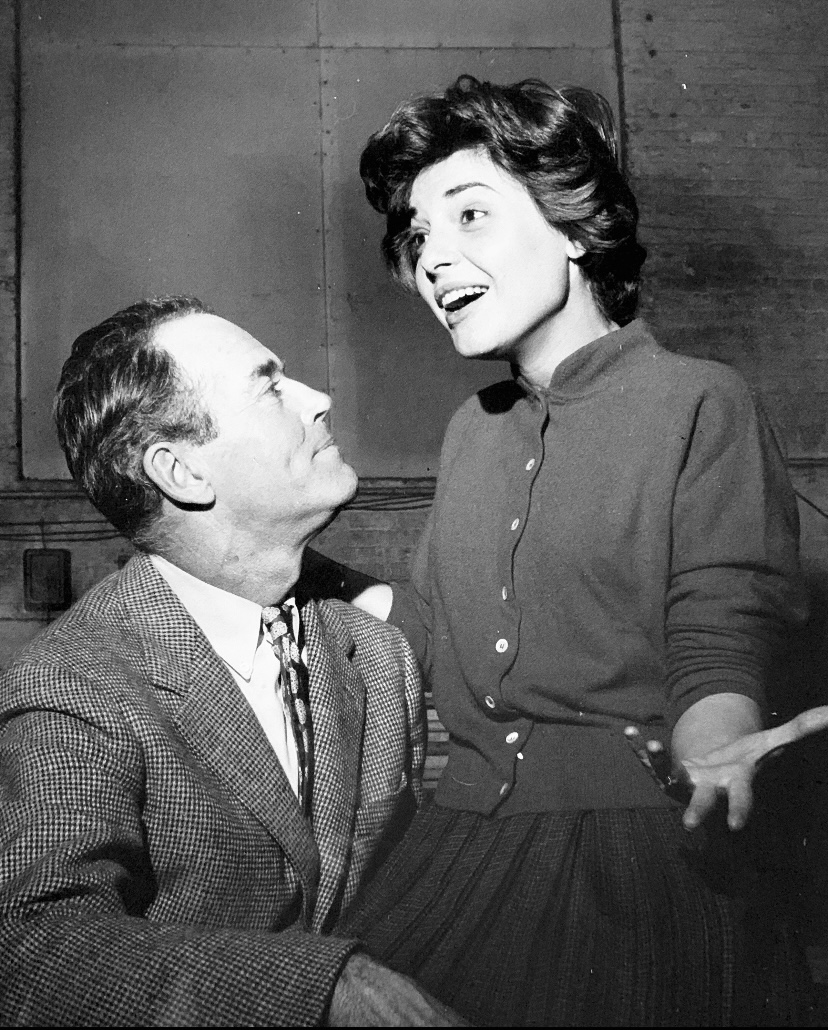
Anne Bancroftová s Henrym Fondou v divadelní hře Two for the Seesaw v roce 1957

### Mládí a kariéra
Narodila se 17. září 1931 v neblaze proslulé chudinské čtvrti Bronx ležící v severní části města New York. Její otec Michael G. Italiano byl módní návrhář a její matka Mildred byla telefonní operátorka. Anna měla také jednu starší a jednu mladší sestru. Oba její rodiče byli katolíci a pocházeli z jižní Itálie z městečka Muro Lucano.
Anna vyrůstala v městské části Malá Itálie (~ Little Italy) a poté, co v roce 1948 absolvovala na střední škole Christopher Columbus High School začala navštěvovat uměleckou školu HB Studio. Herectví následně studovala i na soukromé škole American Academy of Dramatic Arts, divadelní škole Actor's Studio i na Kalifornské univerzitě v Los Angeles. Svou hereckou kariéru zahájila již při studiu a jako Anne Marno se objevila v několika televizních seriálech. Své umělecké jméno si poté opět změnila až na naléhání filmového producenta Darryla F. Zanucka, který příjmení Bancroft považoval za důstojnější než italské Marno.
V roce 1952 debutovala ve film-noiru Klepáním se neobtěžuj (1952) s Marilyn Monroe a Richardem Widmarkem v hlavních rolích a během následujících pěti let se objevila v dalších 14 filmech. Většinou se jednalo o „béčkové“ filmy, ale objevila se také ve vedlejších rolích například v biblickém dramatu Demetrius a gladiátoři (1954) nebo ve film-noiru Nightfall (1956). V roce 1958 debutovala také na Broadwayi ve hře Two for the Seesaw s Henrym Fondou a již téhož roku získala za své výkony divadelní cenu Tony. Během své pětileté přestávky od filmování získala tu samou cenu i v roce 1960, tentokrát za roli Annie Sullivanové ve hře The Miracle Worker. O dva roky se nakonec objevila ve stejné roli v její filmové adaptaci a ani nyní nepřišla s oceněními zkrátka. Za své herecké výkony v životopisném dramatu Divotvůrkyně (1962) byla oceněna Cenou Akademie, cenou BAFTA, cenou Mezinárodního filmového festivalu v San Sebastiánu i nominací na Zlatý glóbus. Oscara však z důvodu účinkování ve hře Matka Kuráž a její děti převzala místo ní jejím jménem Joan Crawfordová.

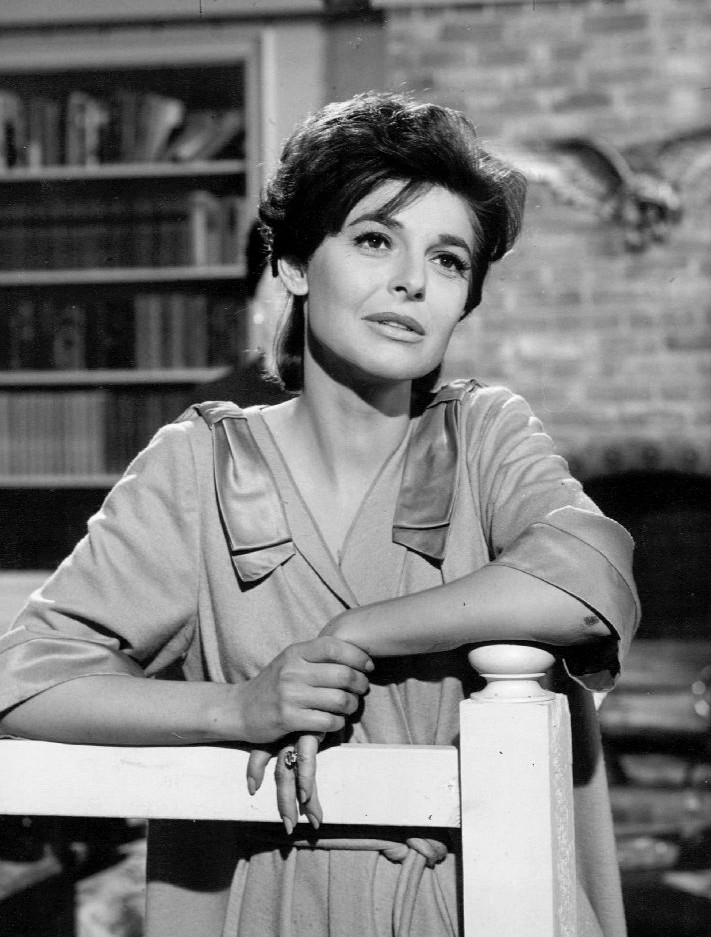
Anne Bancroftová v televizním seriálu Bob Hope's Chrysler Theatre (1964)

Svou další nominaci na Oscara získala o dva roky později za drama The Pumpkin Eater (1964), kterou však neproměnila, ale podařilo se jí získat Zlatý glóbus i cenu BAFTA. Její kariéra překypující cenami však stále nebyla u konce a v roce 1968 se blýskla v dalším velmi úspěšném komediálním dramatu Absolvent a opět získala Zlatý glóbus a spoustu dalších nominací včetně té Oscarové. V roce 1980 debutovala také i jako scenáristka a režisérka v komedii Fatso a po zbytek 80. a 90. let hrála v řadě filmů už většinou jen vedlejší role. Svou kariéru ze zdravotních důvodů nakonec ukončila v roce 2004. Jejím posledním filmem se stal posmrtně vydaný animovaný film Delgo (2008). 
Anne Bancroftová získala v roce 1960 mj. i hvězdu na Hollywoodském chodníku slávy na 6368 Hollywood Boulevard za své přínosy televizi. V roce 1992 se stala také členkou Americké divadelní síně slávy. 

### Osobní život
Na počátku 50. let byla zasnoubená s hercem Johnem Ericsonem, ale v roce 1953 se jejím prvním manželem nakonec stal právník Martin May. Vzali se 1. července 1953, ale po dvou letech se rozešli a o další dva roky později se rozvedli. Ještě před rozvodem však měla poměr s hercem Lee Marvinem. Se svým druhým manželem, hercem a komikem Melem Brooksem se poprvé setkala v roce 1961 a 5. srpna 1964 se vzali. Manželství jim vydrželo až do její smrti v roce 2005. Vychovali spolu syna Maxe Brookse (nar. 1972).
Anne Bancroftová zemřela 6. června 2005 na rakovinu dělohy v nemocnici Mount Sinai Hospital na Manhattanu. Bylo jí 73 let.

## Ocenění a nominace
Cena Akademie (Academy Award)
- 1963 – Divotvůrkyně (Nejlepší herečka v hlavní roli) – Výhra
- 1965 – The Pumpkin Eater (Nejlepší herečka v hlavní roli) – Nominace
- 1968 – Absolvent (Nejlepší herečka v hlavní roli) – Nominace
- 1978 – Nový začátek (Nejlepší herečka v hlavní roli) – Nominace
- 1986 – Anežka boží (Nejlepší herečka v hlavní roli) – Nominace

Zlatý glóbus (Golden Globe Award)
- 1963 – Divotvůrkyně (Nejlepší herečka v dramatu) – Nominace
- 1965 – The Pumpkin Eater (Nejlepší herečka v dramatu) – Výhra
- 1968 – Absolvent (Nejlepší herečka v komedii/muzikálu) – Výhra
- 1978 – Nový začátek (Nejlepší herečka v dramatu) – Nominace
- 1984 – Být či nebýt (Nejlepší herečka v komedii/muzikálu) – Nominace
- 1985 – Garbo mluví (Nejlepší herečka v komedii/muzikálu) – Nominace
- 1986 – Anežka boží (Nejlepší herečka v dramatu) – Nominace
- 1987 – Dobrou noc, mami (Nejlepší herečka v dramatu) – Nominace

Cena Britské akademie filmového a televizního umění (BAFTA)
- 1963 – Divotvůrkyně (Nejlepší zahraniční herečka) – Výhra
- 1965 – The Pumpkin Eater (Nejlepší zahraniční herečka) – Výhra
- 1969 – Absolvent (Nejlepší herečka v hlavní roli) – Nominace
- 1973 – Mladý Winston (Nejlepší herečka v hlavní roli) – Nominace
- 1976 – Zajatec 2. avenue (Nejlepší herečka v hlavní roli) – Nominace
- 1979 – Nový začátek (Nejlepší herečka v hlavní roli) – Nominace
- 1988 – Láska přes 3000 mil (Nejlepší herečka v hlavní roli) – Výhra

Cena Emmy (Emmy Award)
- 1970 – Annie, the Women in the Life of a Man (Nejlepší herečka v minisérii nebo televizním filmu) – Nominace
- 1992 – American Playhouse (Nejlepší herečka v minisérii nebo televizním filmu) – Nominace
- 1992 – Broadway Bound (Nejlepší herečka v minisérii nebo televizním filmu) – Nominace
- 1994 – Nejstarší žijící konfederační vdova vypráví vše (Nejlepší herečka v minisérii nebo televizním filmu) – Nominace
- 1999 – Hluboko v mém srdci (Nejlepší herečka v minisérii nebo televizním filmu) – Výhra
- 2001 – Přístav (Nejlepší herečka v minisérii nebo televizním filmu) – Nominace
- 2003 – Římské jaro paní Stoneové (Nejlepší herečka v minisérii nebo televizním filmu) – Nominace

Cena Sdružení filmových a televizních herců (Screen Actors Guild Award)
- 1996 – Co si ušít do výbavy (Nejlepší herečka v hlavní roli) – Nominace
- 1997 – Homecoming (Nejlepší herečka v minisérii nebo televizním filmu) – Nominace
- 2004 – Římské jaro paní Stoneové (Nejlepší herečka v minisérii nebo televizním filmu) – Nominace

Satellite Award
- 2004 – Římské jaro paní Stoneové (Nejlepší herečka ve vedlejší roli v minisérii nebo televizním filmu) – Nominace

Stinkers Bad Movie Awards
- 1980 – Fatso (Nejhorší herečka v hlavní roli) – Nominace
- 1998 – Velké naděje (Nejhorší herečka ve vedlejší roli) – Nominace

Cena Mezinárodního filmového festivalu Karlovy Vary
- 1986 – Anežka boží (Nejlepší zahraniční herečka) – Výhra

Cena Filmového festivalu v Cannes
- 1964 – The Pumpkin Eater (Nejlepší zahraniční herečka) – Výhra

Cena Mezinárodního filmového festivalu v San Sebastiánu
- 1960 – Divotvůrkyně (Nejlepší herečka) – Výhra

## Filmografie (výběr)

### Filmy
- 1952 Klepáním se neobtěžuj (režie Roy Ward Baker)
- 1954 Demetrius a gladiátoři (režie Delmer Daves)
- 1954 The Raid (režie Hugo Fregonese)
- 1955 Poslední hranice (režie Anthony Mann)
- 1956 Walk the Proud Land (režie Jesse Hibbs)
- 1956 Nightfall (režie Jacques Tourneur)
- 1957 Dívka v černých punčochách (režie Howard W. Koch)
- 1962 Divotvůrkyně (režie Arthur Penn)
- 1964 The Pumpkin Eater (režie Jack Clayton)
- 1965 Na vlásku (režie Sydney Pollack)
- 1965 7 Women (režie John Ford)
- 1967 Absolvent (režie Mike Nichols)
- 1975 Zajatec 2. avenue (režie Melvin Frank)
- 1976 Němý film (režie Mel Brooks)
- 1977 Nový začátek (režie Herbert Ross)
- 1980 Sloní muž (režie David Lynch)
- 1983 Být či nebýt (režie Alan Johnson)
- 1985 Anežka boží (režie Norman Jewison)
- 1986 Dobrou noc, mami (režie Tom Moore)
- 1987 Láska přes 3000 mil (režie David Hugh Jones)
- 1988 Mučivá láska (režie Paul Bogart)
- 1998 Velké naděje (režie Alfonso Cuarón)